# Sakalas
Sakalas ist ein litauischer männlicher Familienname.

## Herkunft
Das Wort sakalas bedeutet Falken.

## Personen
- Aloyzas Sakalas (1931–2022), Politiker und Wissenschaftler

## Ableitung
- Sakalauskas